# Kateřina Minařík Kudějová
Kateřina Minařík Kudějová (nacida como Kateřina Kudějová, Praga, 17 de enero de 1990) es una deportista checa que compite en piragüismo en la modalidad de eslalon.
Ganó seis medallas en el Campeonato Mundial de Piragüismo en Eslalon entre los años 2011 y 2021, y nueve medallas en el Campeonato Europeo de Piragüismo en Eslalon entre los años 2011 y 2021.

## Palmarés internacional
| Campeonato Mundial | Campeonato Mundial      | Campeonato Mundial | Campeonato Mundial |
| Año                | Lugar                   | Medalla            | Competición        |
| ------------------ | ----------------------- | ------------------ | ------------------ |
| 2011               | Bratislava (Eslovaquia) | Medalla de plata   | K1 por equipos     |
| 2013               | Praga (República Checa) | Medalla de oro     | K1 por equipos     |
| 2015               | Londres (Reino Unido)   | Medalla de oro     | K1 individual      |
| 2015               | Londres (Reino Unido)   | Medalla de oro     | K1 por equipos     |
| 2019               | Seo de Urgel (España)   | Medalla de plata   | K1 por equipos     |
| 2021               | Bratislava (Eslovaquia) | Medalla de plata   | K1 por equipos     |
| Campeonato Europeo |                         |                    |                    |
| Año                | Lugar                   | Medalla            | Competición        |
| 2011               | Seo de Urgel (España)   | Medalla de oro     | K1 por equipos     |
| 2013               | Cracovia (Polonia)      | Medalla de bronce  | K1 por equipos     |
| 2014               | Viena (Austria)         | Medalla de oro     | K1 por equipos     |
| 2015               | Markkleeberg (Alemania) | Medalla de bronce  | K1 individual      |
| 2018               | Praga (República Checa) | Medalla de bronce  | K1 por equipos     |
| 2020               | Praga (República Checa) | Medalla de oro     | K1 individual      |
| 2020               | Praga (República Checa) | Medalla de oro     | K1 por equipos     |
| 2021               | Ivrea (Italia)          | Medalla de oro     | K1 extremo         |
| 2021               | Ivrea (Italia)          | Medalla de bronce  | K1 por equipos     |